# 费雷敦·阿巴西
费雷敦·阿巴西-达瓦尼（波斯語：فریدون عباسی دوانی，1958年7月11日—2025年6月13日），伊朗核子物理科學家、政治家。
费雷敦·阿巴西在政治上屬於伊朗原則主義派。2011年至2013年期間，曾擔任伊朗原子能組織主席。2020年至2024年期間當選伊朗伊斯蘭議會議員。他曾於2010年11月29日在德黑蘭遭遇以色列的汽車炸彈暗殺，倖免於難。2025年6月13日，死於以色列對伊朗的空襲。